# Pakistaner in der Schweiz
Pakistaner in der Schweiz bestehen aus Migranten aus Pakistan in der Schweiz und aus ihren Nachkommen.

## Situation
Im Jahr 2004 gab es 3'000 pakistanische Staatsbürger, welche in der Schweiz lebten. Die Gemeinschaft ist eine der grössten unter den Muslimen in der Schweiz. Die Pakistaner sind hauptsächlich in den Städten Zürich und Bern konzentriert. Sie sprechen als Muttersprache zumeist Panjabi und Urdu sowie Englisch, Deutsch, Französisch und Italienisch als Zweitsprache.

## Migrationsgründe
Viele Pakistaner kamen in die Schweiz als Asylbewerber.  Es gibt jedoch auch eine grosse Zahl an Pakistanern, welche als High-Tech-Experten in der Informationstechnologie und dem Gesundheitssektor arbeiten, so gibt es beispielsweise pakistanische Wissenschaftler, die beim CERN arbeiten.
Zusätzlich hat Pakistan eine diplomatische Anwesenheit in der Schweiz, sowohl durch ihre Botschaft als auch durch ihre Permanente Mission zu den Vereinten Nationen in Genf.

## Organisationen
Die Schweizerische Pakistangesellschaft ist eine nichtpolitische und nicht-denominationale Organisation pakistanischer Bürger in der Schweiz.
Ahmadiyya in der Schweiz ist eine nationale Sektion einer Glaubensgemeinschaft, die Mirza Ghulam Ahmad 1889 in Indien als islamische Bewegung gründete.